# Mary Carey (Model)

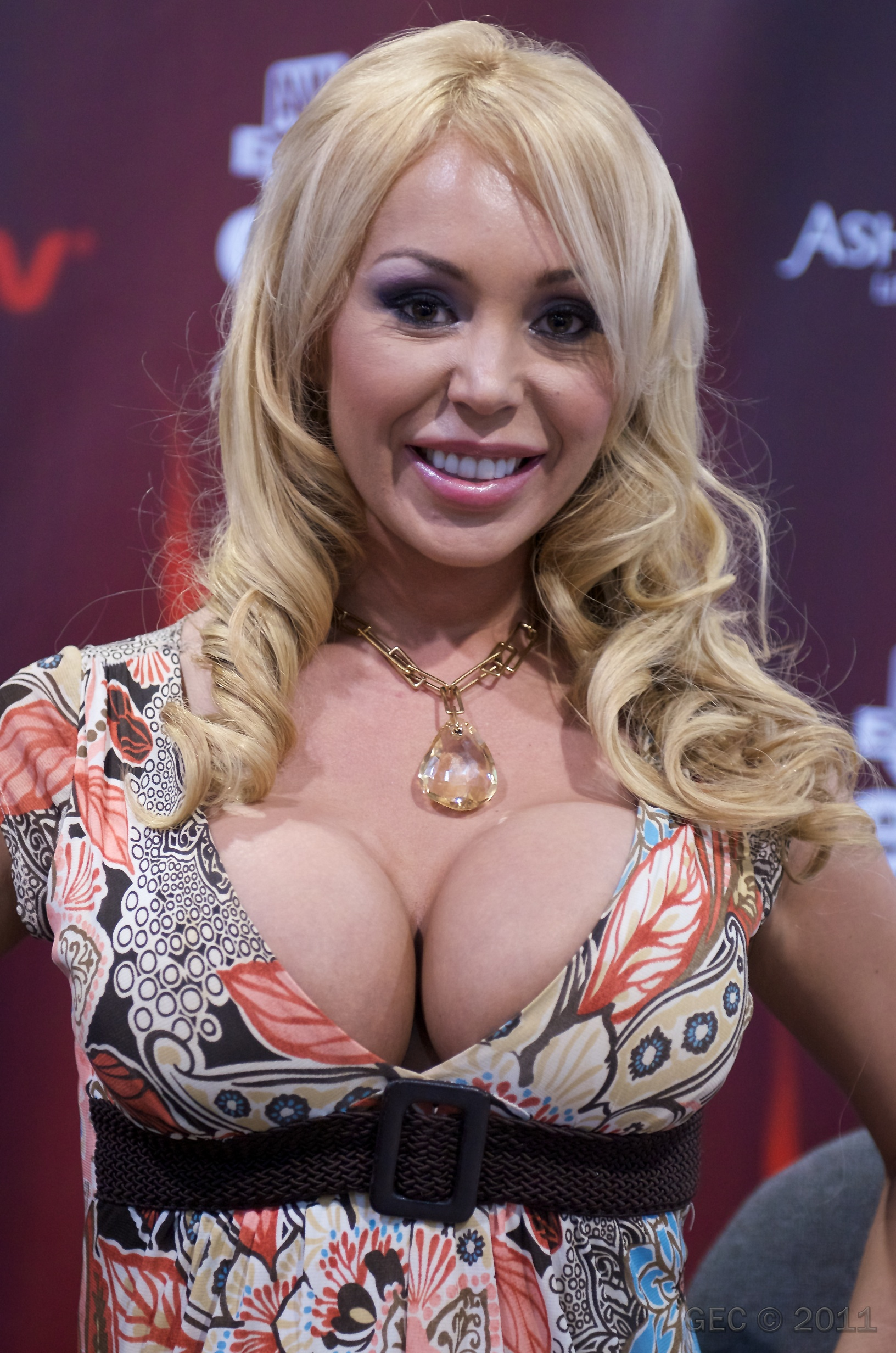
Mary Carey auf der AVN Adult Entertainment Expo in Las Vegas im Januar 2011

Mary Carey (* 15. Juni 1980 in Cleveland, Ohio; eigentlich Mary Ellen Cook) ist ein US-amerikanisches Model und ehemalige Pornodarstellerin.

## Leben
Geboren wurde Cook am 15. Juni 1980 Cleveland, Ohio. Die Mutter war schizophren, der Vater hatte eine andere geistige Behinderung. Wegen der Krankheiten beider Eltern wuchs Cook ab ihrem dritten Lebensmonat bei ihren Großeltern auf. Nach der Scheidung ihrer Eltern zog sie zusammen mit ihrer Mutter und den Großeltern nach Florida. Ein Jahr später wurde sie offiziell von ihren Großeltern adoptiert.
1998 absolvierte Cook die Pine Crest School und trat dem Tanz-Team der Florida Atlantic University bei. Seit Dezember 2006 prozessiert Mariah Carey, die ihren Namen als Markenname schützen möchte, gegen sie.
Mary Carey trat 2008 auch in Celebrity Rehab, einer Doku-Soap von MTV, auf, in der Prominente bei einer Entziehungskur begleitet werden. Im gleichen Jahr beendete sie ihre pornografische Karriere. Trotzdem tritt sie nach wie vor unregelmäßig in Pornofilmen auf. So drehte sie 2009 eine Pornofilm-Parodie auf Celebrity Rehab mit dem Titel Celebrity Pornhab with Dr. Screw.

## Karriere

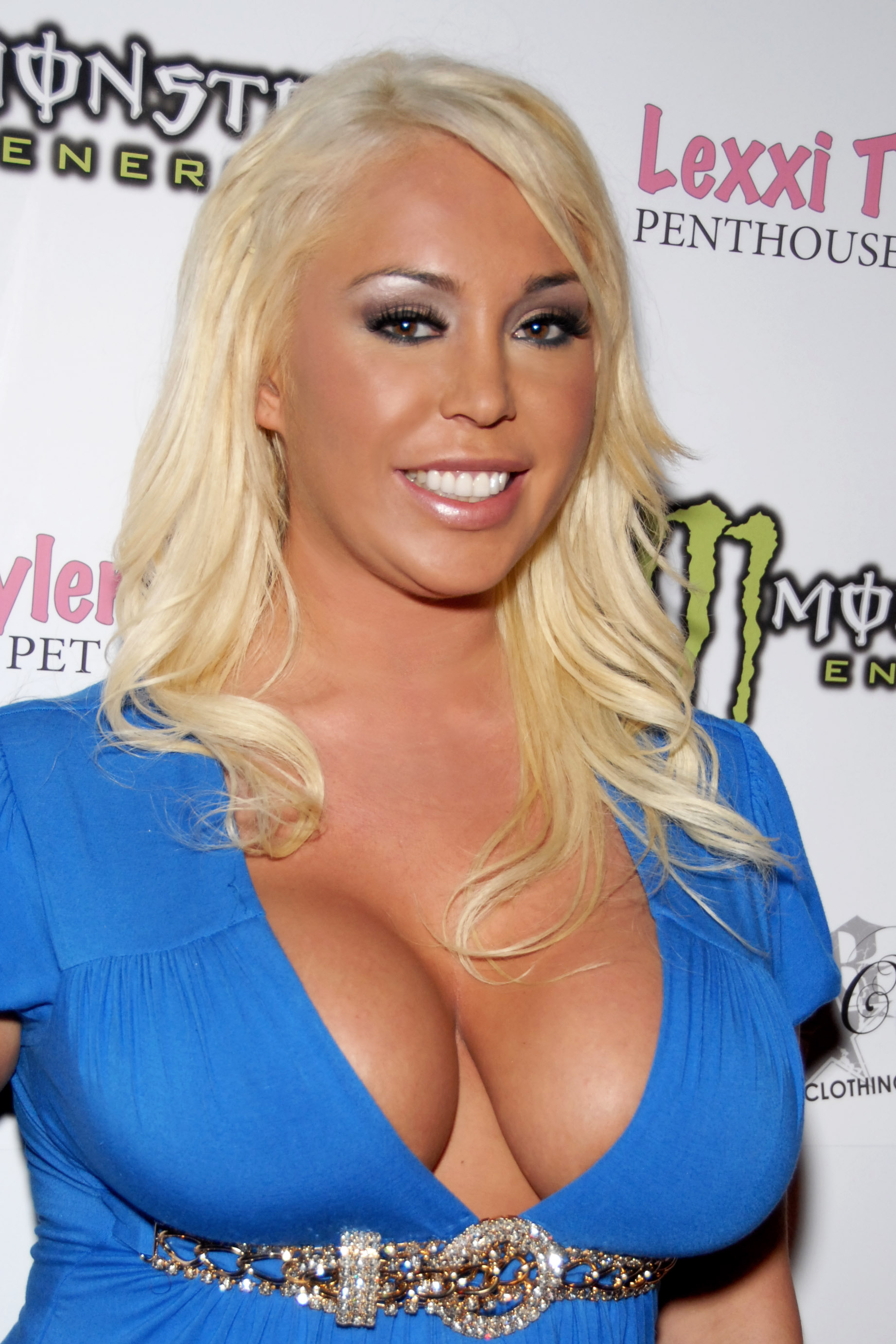
Carey anlässlich der Website-Premiere von Lexxi Tyler in Hollywood im Mai 2009

### Erotik-Branche
Sie begann mit sieben Jahren Ballett und Tanzen zu lernen. Nachdem ihr Großvater gestorben und es ihrer Großmutter gesundheitlich schlecht gegangen war, nahm Cook einen Job als Stripperin an, um die Familie finanziell zu unterstützen. Cook reiste nach Los Angeles, um dort einen Job in der Pornoindustrie zu bekommen und wurde darauf von Playboy TV verpflichtet.

### Politik
Bekannt wurde sie außerhalb der Porno-Szene als Gegen-Kandidatin von Arnold Schwarzenegger bei den Gouverneurswahlen in Kalifornien 2003. Angetreten waren 135 Kandidaten – sie wurde zehnte mit 11.061 Stimmen.
Ihr Wahlprogramm umfasste zehn Punkte:
1. Legalisierung gleichgeschlechtlicher Ehen.
2. Sondersteuern auf Brust-Implantate.
3. Steuerabzugsfähigkeit für Lap Dances.
4. Installieren von Webcams im Amtssitz des kalifornischen Gouverneurs.
5. Ein „Porn for Pistols“-Programm zur Reduzierung der Zahl von Handfeuerwaffen.
6. „Good-Will-Botschafterin“ sein, um die Wirtschaft für den Staat zu interessieren.
7. Verpflichtender Jury-Dienst für diejenigen, die Arbeitslosenunterstützung beziehen.
8. Kampf gegen die Angriffe John Ashcrofts und des US-Justizministeriums auf die Porno-Industrie.
9. Verlängerung der Sperrstunde bis 4 Uhr morgens.
10. Sich um AIDS kümmern.

## Filmografie (Auswahl)
- Pussyman’s Decadent Divas 17, 18 & 29
- Pervert 2005
- After Porn Ends 2012

## Auszeichnungen
- 2004: AVN Award in der Kategorie „Best Overall Marketing Campaign (Individual Project)“ für Mary Carey Campaign
- 2004: FOXE Award als „Vixen of the Year“
- 2004: XRCO Award als „Mainstream’s Adult Media Favorite“
- 2006: AVN Award in der Kategorie „Best Overall Marketing Campaign (Individual Project)“ für Mary Carey’s Dinner with President Bush
- 2013: Aufnahme in die AVN Hall of Fame[5]